# Flughafen Hermannstadt

i7
i11
i13

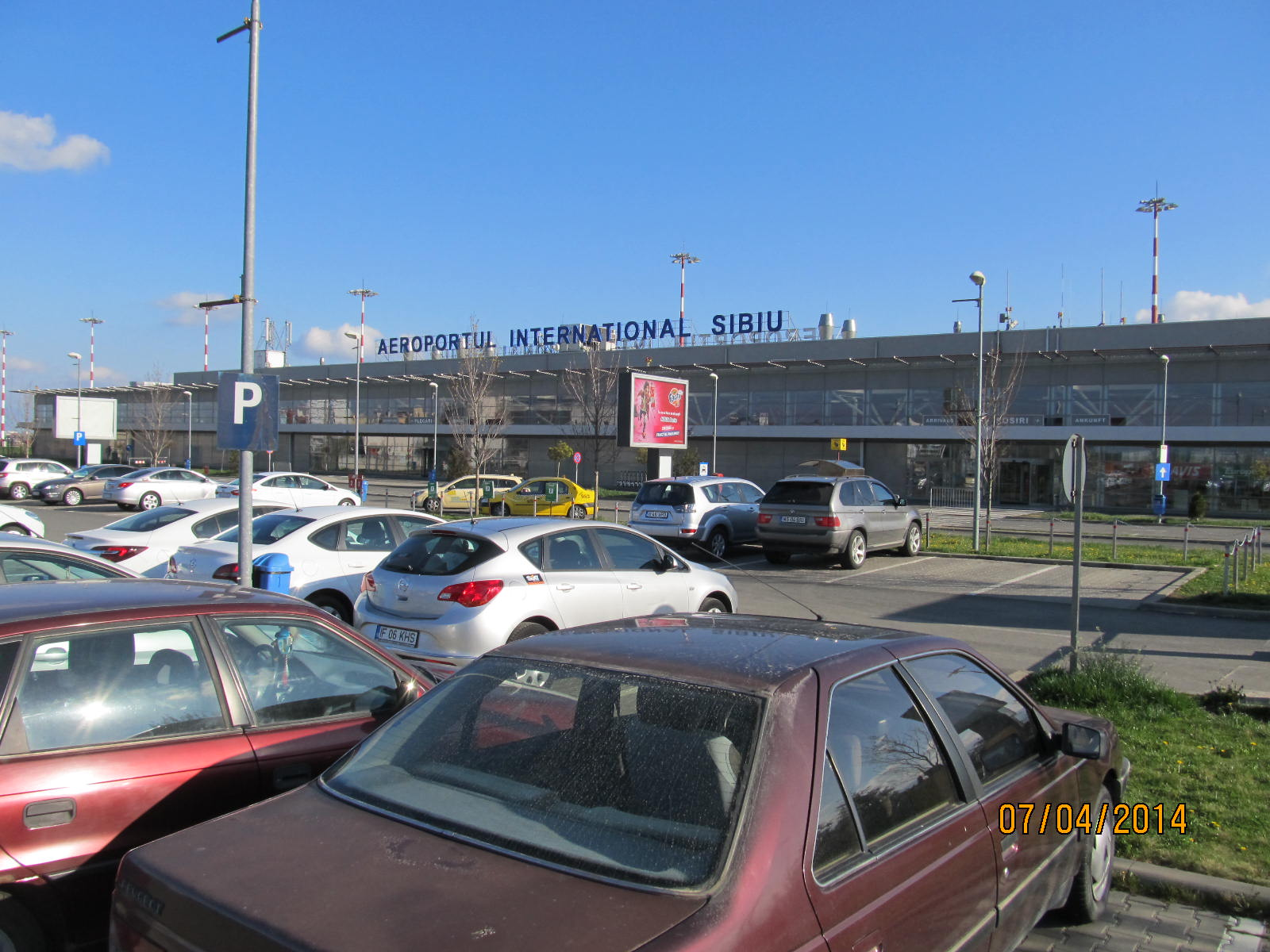
Hauptgebäude des Flughafens

Der Flughafen Hermannstadt (rumänisch Aeroportul Internațional Sibiu, IATA-Code: SBZ, ICAO-Code: LRSB) ist der Verkehrsflughafen der rumänischen Großstadt Hermannstadt.

## Geschichte
Der Flugbetrieb begann 1943 auf einer Grasfläche von 174 ha. Die ersten Routen der Fluglinie LARES (Liniile Aeriene Române Exploatate de Stat) waren Bukarest – Hermannstadt – Arad und Bukarest – Hermannstadt – Oradea. In 1944 wurde Hermannstadt mit Städten wie Bukarest, Brașov, Deva, Oradea und Târgu Mureș verbunden. Im Jahre 1959 wurde ein zweigeschossiges Flughafengebäude mit Kontrollturm und Wartebereich für jeweils 50 Passagiere (Ankunft und Abflug) errichtet.
Im Jahre 1970 wurden eine Anflugbefeuerung und Landebahnbeleuchtung installiert, um Nachtflugbetrieb zu ermöglichen. Die Betonlandebahn war zu dieser Zeit 2000 m lang und 30 m breit. 1975 wurden Radaranlagen in Betrieb genommen; 1992 wurde der Flughafen mit Verbindungen nach Stuttgart und München für den internationalen Verkehr geöffnet.
Nach der Kommunalwahl 2004, die den Kandidaten des Demokratischen Deutschen Forums in Rumänien, Martin Bottesch, ins Amt brachte, wurde erstmals über einen großangelegten Ausbau des Flughafens nachgedacht. Dieser war bis dahin zwar schon regelmäßig in Benutzung, befand sich jedoch in einem maroden Zustand. Seit Ende des Kommunismus hatten keine nennenswerten Modernisierungsarbeiten mehr stattgefunden. Durch die geplante Aufnahme Rumäniens in die EU für 2007 und den wirtschaftlichen Aufschwung der Stadt seit 2000 gewannen die Pläne nochmals an Gewicht. Anfang 2005 schließlich fassten der Kreisrat Sibiu und die Stadt Hermannstadt den Entschluss zum Flughafenausbau.
Die Kreisverwaltung trieb den Ausbau, unter anderem mit der Unterstützung der Europäischen Investitionsbank, energisch voran. Möglich wurde das Projekt allerdings erst durch die Zusage der Stadt Hermannstadt, die Hälfte der Kosten zu tragen, die Gelder aus dem Kreishaushalt wären nicht ausreichend gewesen. Die rumänische Regierung brachte ebenfalls 40 Mio. Lei ein. Allerdings war letztere nicht bereit, den Kredit bei der Europäischen Investitionsbank abzusichern. Stadt und Kreis waren daher gezwungen, im Frühjahr 2007 nochmals einen Kredit in Höhe von 140 Mio. Lei aufzunehmen, um die 2006 begonnenen Arbeiten nicht ins Stocken geraten zu lassen.
Ein modernes Terminal (inklusive eines automatischen Gepäcktransportsystems von Siemens) nach neuestem Stand, ein neuer Kontrollturm, eine Feuerwache (genaugenommen eine vollständige Infrastruktur) und die Erweiterung der Parkplätze konnten im September 2007 fertiggestellt werden. Die Inbetriebnahme der neuen Start- und Landebahn erfolgte im November 2007. Die alte Landebahn wurde bis Mai 2008 erneuert. Weitere Arbeiten am alten Vorfeld bzw. am alten Abfertigungsgebäude wurden ebenfalls bis Mitte 2008 beendet.
Ende August 2010 ist es bei der verlängerten Landebahn, nur zwei Jahre nach deren Fertigstellung, zu größeren Hangrutschen und Beschädigung am Ende der Landebahn gekommen.
Der Flughafen hat aktuell eine Kapazität von 1 Mio. Fluggästen im Jahr, pro Stunde können 300 Personen abgefertigt werden. Die Beschilderung im Abfertigungsgebäude ist dreisprachig (rumänisch, englisch, deutsch).

## Lage und Verkehrsanbindung
Der Flughafen liegt 3 Kilometer westlich des Stadtzentrums von Hermannstadt an der Ausfallstraße nach Alba Iulia. Hier verlaufen die zwei Europastraßen E 68 und E 81, sowie die rumänischen Nationalstraßen (drum național) DN1 bzw. DN7, gemeinsam. Etwa dreieinhalb Kilometer nördlich vom Flughafen befindet sich ein Anschluss an die rumänische A1.

## Fluggesellschaften und Ziele
Hermannstadt wird derzeit von Dortmund, Karlsruhe/Baden-Baden, Memmingen, München, Nürnberg und Wien angeflogen. Des Weiteren werden Direktflüge zu anderen europäischen Zielen angeboten (Stand, Dezember 2023).

## Passagierzahlen
Die Passagieranzahl des Flughafens entwickelte sich seit 2011 wie folgt:
| Jahr | Passagierzahl |
| ---- | ------------- |
| 2011 | 189.750       |
| 2012 | 205.954       |
| 2013 | 222.780       |
| 2014 | 250.400       |
| 2015 | 307.026       |
| 2016 | 390.688       |
| 2017 | 533.306       |

| Jahr | Passagierzahl |
| ---- | ------------- |
| 2018 | 700.353       |
| 2019 | 743.872       |
| 2020 | 227.838       |
| 2021 | 284.365       |
| 2022 | 627.344       |
| 2023 | 553.354       |
| 2024 | 577.512       |

## Zwischenfälle
- Am 29. Dezember 1974 wurde eine Antonow An-24RV der rumänischen TAROM (Luftfahrzeugkennzeichen YR-AMD) auf dem Flug von Oradea nach Bukarest im Landeanflug zu einem Zwischenstopp am Flughafen Hermannstadt in die Lotrolui-Berge geflogen. Bei diesem CFIT (Controlled flight into terrain) wurden alle 33 Insassen getötet, Passagiere und Besatzung. Den Zwischenstopp soll ein hochrangiger lokaler Funktionär gefordert haben.[5]

- Am 1. März 1976 verunglückte eine Iljuschin Il-14P der rumänischen TAROM (YR-ILO) 1169 Meter westlich der Landebahn 09 des Flughafens Hermannstadt. Nähere Einzelheiten sind derzeit nicht verfügbar. Von den 9 Insassen wurden 6 getötet. Das Flugzeug wurde zerstört.[6]